# Claoxylon cuneatum
Claoxylon cuneatum är en törelväxtart som beskrevs av Johannes Jacobus Smith. Claoxylon cuneatum ingår i släktet Claoxylon och familjen törelväxter. Inga underarter finns listade i Catalogue of Life.